# Hrabstwo Lake (Ohio)
Hrabstwo Lake (ang. Lake County) – hrabstwo w Stanach Zjednoczonych, w stanie Ohio. Według danych z 2000 roku hrabstwo miało 227 511 mieszkańców.

## Miasta
- Eastlake
- Kirtland
- Mentor
- Mentor-on-the-Lake
- Painesville
- Wickliffe
- Willoughby
- Willoughby Hills
- Willowick

## Wioski
- Fairport Harbor
- Grand River
- Kirtland Hills
- Lakeline
- Madison
- North Perry
- North Madison (CDP)
- Perry
- Timberlake
- Waite Hill